# Робинзон Крузо (фильм, 1954)
«Робинзон Крузо» (исп. «Las Aventuras de Robinson Crusoe») — художественный фильм режиссёра Луиса Бунюэля по роману Даниеля Дефо «Жизнь и удивительные приключения Робинзона Крузо». Один из двух (наряду с «Девушкой») фильмов Бунюэля снятых на английском языке. Премьера фильма состоялась 5 августа 1954 года.

## Сюжет
Экранизация романа «Жизнь и удивительные приключения Робинзона Крузо» Даниеля Дефо.
Робинзон Крузо, моряк из Йорка, терпит кораблекрушение, при этом спасается и оказывается на необитаемом острове. Из команды корабля Крузо остаётся один. Своё заточение на острове он начинает с кошкой и собакой.
Жизнь на острове полна различными трудностями и опасностями как природного происхождения, так и исходящими от дикарей-каннибалов и пиратов.

## В ролях
- Дан О'Херлихи — Робинзон Крузо
- Хайме Фернандес — Пятница
- Фелипе Де Альба — Оберзо, капитан
- Чел Лопес — боцман
- Хосе Чавес — пират
- Эмилио Гарибай — заговорщик

## Съёмочная группа
- Сценаристы: Хьюго Батлер, Луис Бунюэль, по роману Даниеля Дефо
- Режиссёр-постановщик: Луис Бунюэль
- Оператор: Алекс Филлипс
- Продюсеры: Оскар Дансижер, Генри Ф. Эрлих
- Композитор: Энтони Коллинз
- Художник-постановщик: Эдвард Фицджералд
- Монтажёры: Карлос Сэвадж, Альберто Валенсуела

## Награды и премии
- 1955 — Номинация на Премию «Оскар» за лучшую мужскую роль — Дан О'Херлихи (награда досталась Марлону Брандо за роль в фильме «В порту»)
- 1955 — BAFTA — Номинация на «Лучший фильм» (награда досталась фильму «Плата за страх»)
- 1956 — Ариэль (лучший режиссёр, лучший актёр второго плана, лучший сценарий, лучшая работа художника-постановщика, лучший монтаж; номинация за лучшую операторскую работу)